# Unidos da Tijuca
Grêmio Recreativo Escola de Samba Unidos da Tijuca est une école de samba de Rio de Janeiro. L'école représente plusieurs favelas sur les collines du quartier de Tijuca et possède son siège au Morro do Borel,.

## Histoire

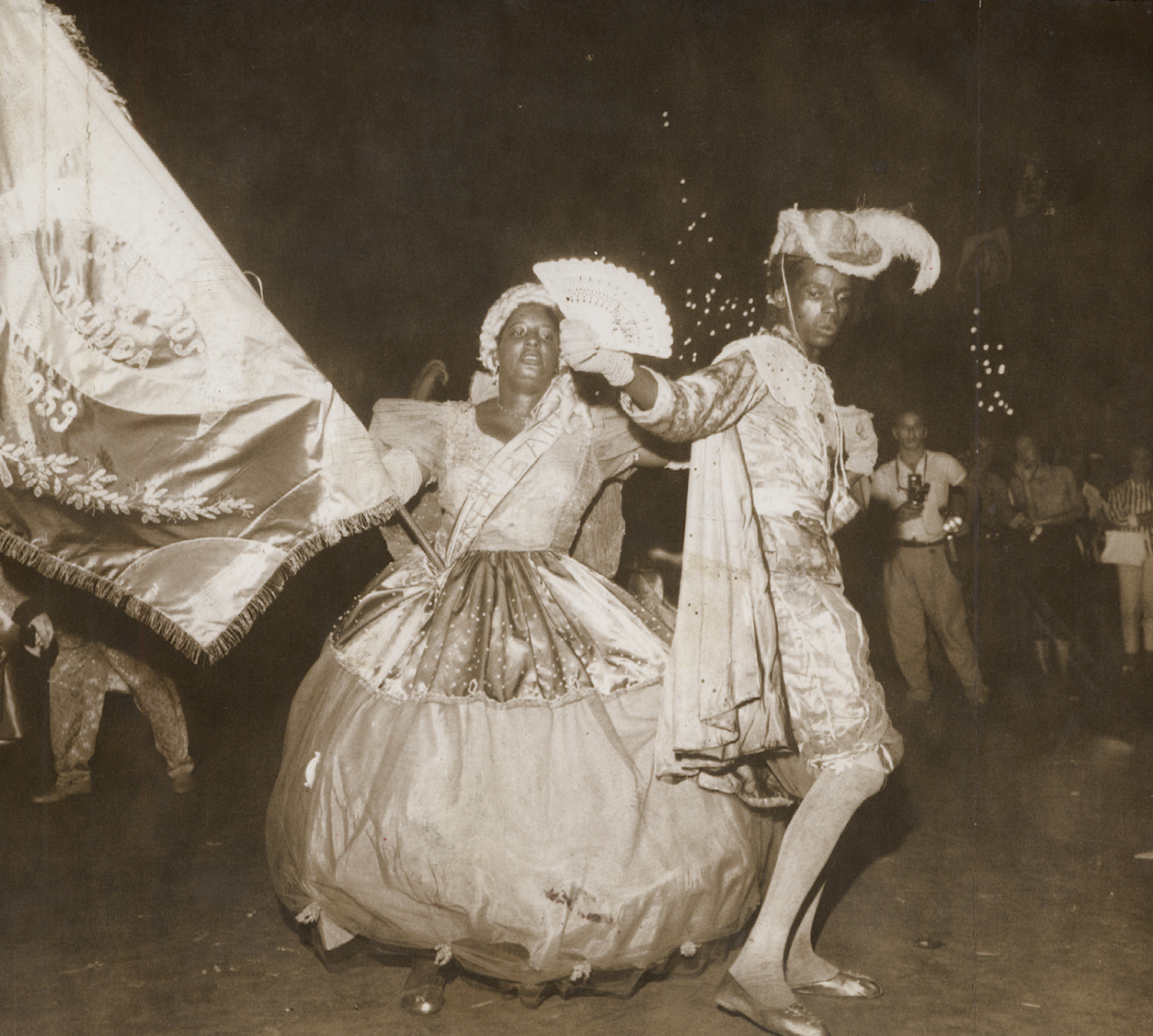
Unidos da Tijuca Parade en 1960

Créé le 31 décembre 1931, c'est l'une des écoles de samba brésilienne la plus vieille encore en activité, derrière Mangueira, Portela, Vai-Vai et União de Vaz Lobo.
Elle s'est formée à la suite de la fusion de bande de carnavaliers existantes sur les collines voisines à Morro do Borel (comunidades da Casa Branca, Formiga et Ilha dos Velhacos). Mais le Morro do Borel reste leur plus grand fief, le lieu d'où la plupart de ses participants sont issus.
Parmi ses fondateurs, on retrouve Leandro Chagas, João de Almeida, Pacífico Vasconcelos, Tatão, Alfredo Gomes, Marina Silva, Zeneida Oliveira et Regina Vasconcelos.

### Défilés pré-Sambodrome
En 1936, l'école vit son premier grand moment : elle devient championne du carnaval carioca, avec l'enredo intitulé Sonhos delirantes.
Lors du défilé, qui s'est tenu à Praça Onze, l'école réalise une innovation dans le carnaval, en présentant des chars faisant allusion à l'intrigue.
De 1960 à 1980, l'école entre dans une période difficile, défilant alors dans le second groupe. En 1980, l'école retrouve le chemin de la victoire en remportant le championnat du groupe 1B, et retourne donc dans le groupe principal du carnaval.

### Défilés post-Sambodrome
Durant plusieurs années, l'école n'obtient pas de bons résultats et finit par être relégué en 1998 lors du défilé en hommage à Vasco de Gama (le club de football et le navigateur). L'année suivante, avec l'enredo O Dono da Terra, l'école réalise une performance qui lui permet de remonter dans le Groupe Spécial.
En 2000, elle termine 5e et obtient donc son meilleur classement en 50 ans d'existence.
Avec l'arrivée du carnavalesco Paulo Barros, l'école surprend et remporte la place de vice-championne en 2004 avec un thème portant sur les progrès de la science, et révolutionne l'esthétique du défilé en créant un char humain, tel que celui sur l'ADN devenu classique.
En 2005, l'école renouvelle sa performance, avec un thème sur les villes et royaumes imaginaires, mais doit s'incliner devant Beija-Flor pour un dixième de point. Elle fait alors partie des favorites pour les années futures. L'école perd Paulo Barros en 2007, qui part pour GRES Viradouro. Le carnavalesco est remplacé par Luiz Carlos Bruno et Lane Santana.
Avec le thème É segredo! (Le secret) et le retour du carnavalesco Paulo Barros lors du carnaval 2010, l'école rompt avec 74 ans de disette et devient pour la seconde fois de son histoire championne du Groupe Spécial. L'élément qui démarque Tijuca est sa Commissão de frente qui conquit le public avec son spectacle de transformisme sur le thème de la magie. Celle-ci présente alors son œuvre pendant plus de 200 dates dans tout le pays.

## Carnavals
| Année | 1932 | 1933 | 1934 | 1935 | 1936 | 1937 | 1939 | 1942 |
| ----- | ---- | ---- | ---- | ---- | ---- | ---- | ---- | ---- |
| Div   | D1   | D1   | D1   | D1   | D1   | D1   | D1   | D1   |
| Année | 1946 | 1947 | 1948 | 1949 | 1950 | 1951 | 1952 | 1953 |
| Div   | D1   | D1   | D1   | D1   | D1   | D1   | D1   | D1   |
| Année | 1954 | 1955 | 1956 | 1957 | 1958 | 1959 | 1960 | 1961 |
| Div   | D1   | D1   | D1   | D1   | D1   | D1   | D2   | D2   |
| Année | 1962 | 1963 | 1964 | 1965 | 1966 | 1968 | 1969 | 1970 |
| Div   | D2   | D2   | D2   | D2   | D2   | D2   | D2   | D2   |
| Année | 1971 | 1972 | 1973 | 1974 | 1975 | 1976 | 1977 | 1978 |
| Div   | D2   | D2   | D2   | D2   | D2   | D2   | D2   | D2   |
| Année | 1979 | 1980 | 1981 | 1982 | 1983 | 1984 | 1985 | 1986 |
| Div   | D3   | D2   | D1   | D1   | D1   | D1   | D2   | D1   |
| Année | 1987 | 1988 | 1989 | 1990 | 1991 | 1992 | 1993 | 1994 |
| Div   | D2   | D1   | D1   | D1   | D1   | D1   | D1   | D1   |
| Année | 1995 | 1996 | 1997 | 1998 | 1999 | 2000 | 2001 | 2002 |
| Div   | D1   | D1   | D1   | D1   | D2   | D1   | D1   | D1   |
| Année | 2003 | 2004 | 2005 | 2006 | 2007 | 2008 | 2009 | 2010 |
| Div   | D1   | D1   | D1   | D1   | D1   | D1   | D1   | D1   |
| Année | 2011 | 2012 | 2013 | 2014 | 2015 | 2016 | 2017 | 2018 |
| Div   | D1   | D1   | D1   | D1   | D1   | D1   | D1   | D1   |
| Année | 2019 | 2020 | 2022 | 2023 | 2024 |      |      |      |
| Div   | D1   | D1   | D1   | D1   | D1   |      |      |      |

## Données de l'école
| Palmarès | Palmarès | Titres |
| -------- | -------- | ------ |
|          | D1       | 4      |
|          | D2       | 3      |